# Pcheng Šuaj
Pcheng Šuaj (čínsky pchin-jinem Péng Shuài, znaky zjednodušené 彭帅, tradiční 彭帥, * 8. ledna 1986 Siang-tchan, Chu-nan) je bývalá čínská tenistka, která se na profesionálních okruzích pohybovala v letech 2001–2022. V roce 2014 byla světovou jedničkou ve čtyřhře jako historicky první čínský tenista na čele světové klasifikace bez rozdílu soutěže. Mezi červnem a červencem 2014 vrchol sdílela s tchajwanskou spoluhráčkou Sie Šu-wej. První deblistkou světa byla v jediném období celkem 20 týdnů.
Na okruhu WTA Tour vyhrála jeden titul ve dvouhře a dvacet jedna ve čtyřhře. V sérii WTA 125K přidala jednu singlovou trofej. V rámci okruhu ITF získala devět titulů ve dvouhře a tři ve čtyřhře. Na grandslamu se Sieovou ovládla ženskou čtyřhru Wimbledonu 2013 po finálové výhře nad Australankami Ashleigh Bartyovou a Casey Dellacquovou. V závěru sezóny pak triumfovaly na istanbulském Turnaji mistryň 2013, když v boji o titul zdolaly Rusky Jekatěrinu Makarovovou s Jelenou Vesninovou. Druhou grandslamovou trofej si odvezly z antukového French Open 2014 po vítězství nad Italkami Sarou Erraniovou a Robertou Vinciovou.
Na žebříčku WTA byla ve dvouhře nejvýše klasifikována v srpnu 2011 na 14. místě a ve čtyřhře pak v únoru 2014 na 1. místě. V pozdní fázi kariéry ji trénovali Carlos Rodríguez či Guillaume Peyre.
Praktikovala houževnatý tenis s forhendovými i bekhendovými údery hranými obouruč a minimální rotací míče. Během aktivní dráhy porazila i hráčky, které ve svých kariérách figurovaly na čele světové klasifikace – Dinaru Safinovou, Kim Clijstersovou, Martinu Hingisovou, Amélii Mauresmovou, Jelenu Jankovićovou, Marii Šarapovovou a Anu Ivanovićovou.

## Soukromý život
V listopadu 2021 na sociální síti Weibo uvedla, že ji bývalý čínský vicepremiér Čang Kao-li donutil k sexu. Příspěvek byl čínskými úřady odstraněn. Během dalších několika dnů zmizela z veřejného dění, přestože se ji pokoušela kontaktovat světová média. Tenistky a tenisté pak na sociálních sítích sdíleli příspěvky s hashtagem #WhereIsPengShuai (#KdeJePchengŠuaj), ve kterých požadovali prošetření celé situace a informace o pobytu tenistky. K požadavku se připojily mužská i ženská tenisová asociace.
Na melbournském Australian Open 2022 ochranka nejdříve zabránila vstupu fanoušků v tričkách s nápisem „Kde je Pcheng Šuaj". Organizátoři krok zdůvodnili politickým charakterem sloganu, jakožto zakázaným typem projevu. Mezi kritiky takového přístupu se zařadila Martina Navrátilová, podle níž se nejednalo o politický slogan, ale nápis týkající se lidských práv. Chování organizátorů označila za zbabělé: „Australský svaz to prostě vzdal a nechá si od Číňanů diktovat, co se na jeho grandslamu může dělat. Jsou to slaboši." V reakci na kritiku pořadatelé zákaz zrušili.

## Týmové soutěže
V čínském týmu Billie Jean King Cupu debutovala v roce 2001 utkáním základního bloku 1. skupiny zóny Asie a Oceánie proti Kazachstánu, v němž vyhrála dvouhru. V sezóně 2008 byla členkou týmu, který se probojoval až do semifinále Světové skupiny. V něm prohrála tři zápasy se Španělskem. V soutěži nastoupila ke devatenácti mezistátním utkáním s bilancí 10–5 ve dvouhře a 7–4 ve čtyřhře.
Čínskou lidovou republiku reprezentovala na Letních olympijských hrách 2008 v Pekingu, kde ve dvouhře vypadla ve druhém kole s Francouzkou Alizé Cornetovou. Po boku Sun Tchien-tchien nezvládly úvodní zápas čtyřhry, když nestačily na australský pár Dellacquová a Moliková. O čtyři roky později se zúčastnila také londýnských Hrách XXX. olympiády, kde v singlové soutěži opět skončila ve druhém kole na raketě Petry Kvitové a s Čeng Ťie vypadly ve čtvrtfinále ženské čtyřhry na raketách Kirilenkové a Petrovové.
Na Asijských hrách 2010 v čínském Kantonu vybojovala tři medaile – zlaté z dvouhry a soutěže družstev a bronzový kov z ženské čtyřhry.

## Tenisová kariéra

### 2012
Sezónu rozehrála na aucklandském ASB Classic v toli druhé nasazené. Na úvod přešla přes francouzskou kvalifikantku Aravane Rezaïovou, ale následně nestačila na Češku Lucii Hradeckou.

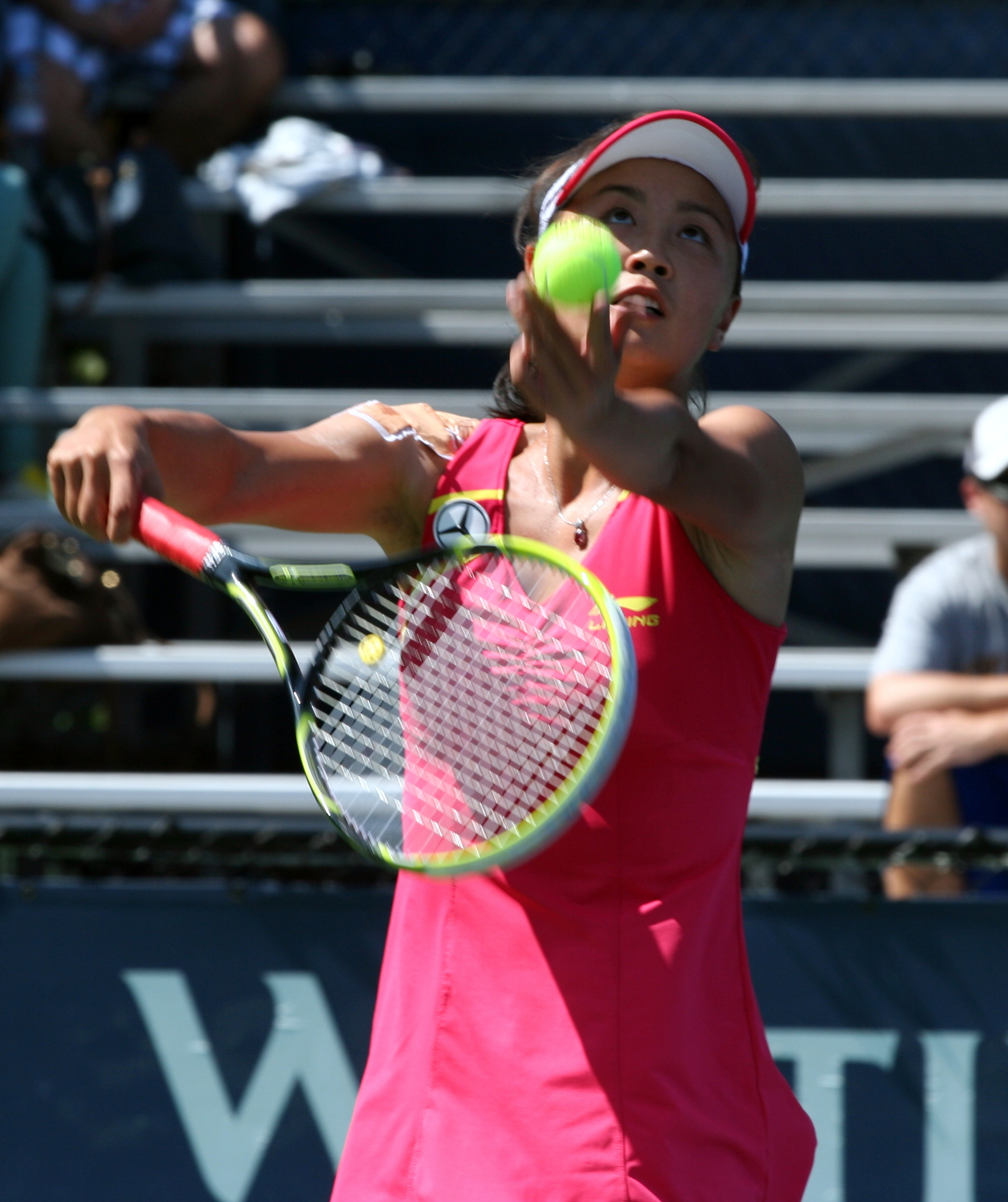
Podání na US Open 2012

V prvním kole lednového Apia International konaného v Sydney podlehla slovenské hráčce Dominice Cibulkové ve třech setech. Navazujícím turnajem se stal úvodní grandslam Australian Open, kde podruhé v rozmezí jednoho měsíce zvládla utkání s Aravane Rezaïovou, startující na divokou kartu. Po dvousetové výhře však podruhé v sezóně skončila na raketě české tenistky, tentokrát Ivety Benešové. Neobhájila tak osmifinálovou účast z předchozího ročníku. Poté odehrála vítězný fedcupový duel v čínských barvách. V první fázi únorového Qatar Total Open přehrála méně zkušenou Fatmu al-Nabhaniovou. Ve druhém kole ji vyřadila mladá talentovaná Američanka Christina McHaleová, s níž svedla třísetový zápas. Na následném arabském turnaji Dubai Duty Free Tennis Championships se postarala o jedno z překvapení, když v první fázi vyřadila šestou nasazenou Francouzku Marion Bartoliovou. Opět ale nedokázala vyhrát dvě utkání v řadě, když nad její síly byla Slovenka Daniela Hantuchová.
Další událost odehrála na Malaysian Open, kam přijížděla jako třetí nasazená. Po rozpačité výhře nad Rakušankou Yvonne Meusburgerovou opět podlehla ve druhém utkání – čtvrtfinále proti zástupkyni chorvatského tenisu a pozdější finalistce Petře Martićové v třísetovém průběhu. Jako turnajová sedmnáctka se zúčastnila březnového Indian Wells Masters. Po volném losu však duel druhého kola ztratila s Kazaškou Xenií Pervakovou.
Po měsíčním klidu se na okruh vrátila antukovým Mutua Madrid Open. Na dobrý výsledek z předešlého roku však nedokázala navázat, když ji v úvodním kole podruhé v sezóně zdolala Lucie Hradecká. Na římském Internazionali BNL d'Italia skrečovala ve třetí sadě zápas prvního kola proti izraelské hráčce Šachar Pe'erové. Na bruselském turnaji obhajovala jako sedmá nasazená finálovou účast. Stále bez formy však skončila v prvním střetnutí na raketě Švédky Sofie Arvidssonové. Až na French Open dokázala v pozici turnajové dvacet osmičky poprvé v sezóně vyhrát dva zápasy v řadě, když bez ztráty setu porazila Rakušanku Tamiru Paszekovou a španělskou hráčku Lourdes Domínguezovou Linovou. Ve třetí fázi však skončila na raketě druhé nasazené a pozdější šampiónky Marie Šarapovové, jíž odebrala pouze tři gamy.
Na travnatý Wimbledon zavítala jako nasazená třicítka. Na cestě do osmifinále ji nezastavily Sandra Zaniewská, Ajumi Moritová ani Arantxa Rusová. Podruhé za sebou se tak probojovala mezi šestnáct tenistek, kde ji vyřadila turnajová sedmnáctka Maria Kirilenková. Na závěrečném majoru US Open skončila jako 32. nasazená již v prvním zápase po porážce od Rusky Jeleny Vesninové.

### 2013

#### Úvodní část na tvrdém povrchu

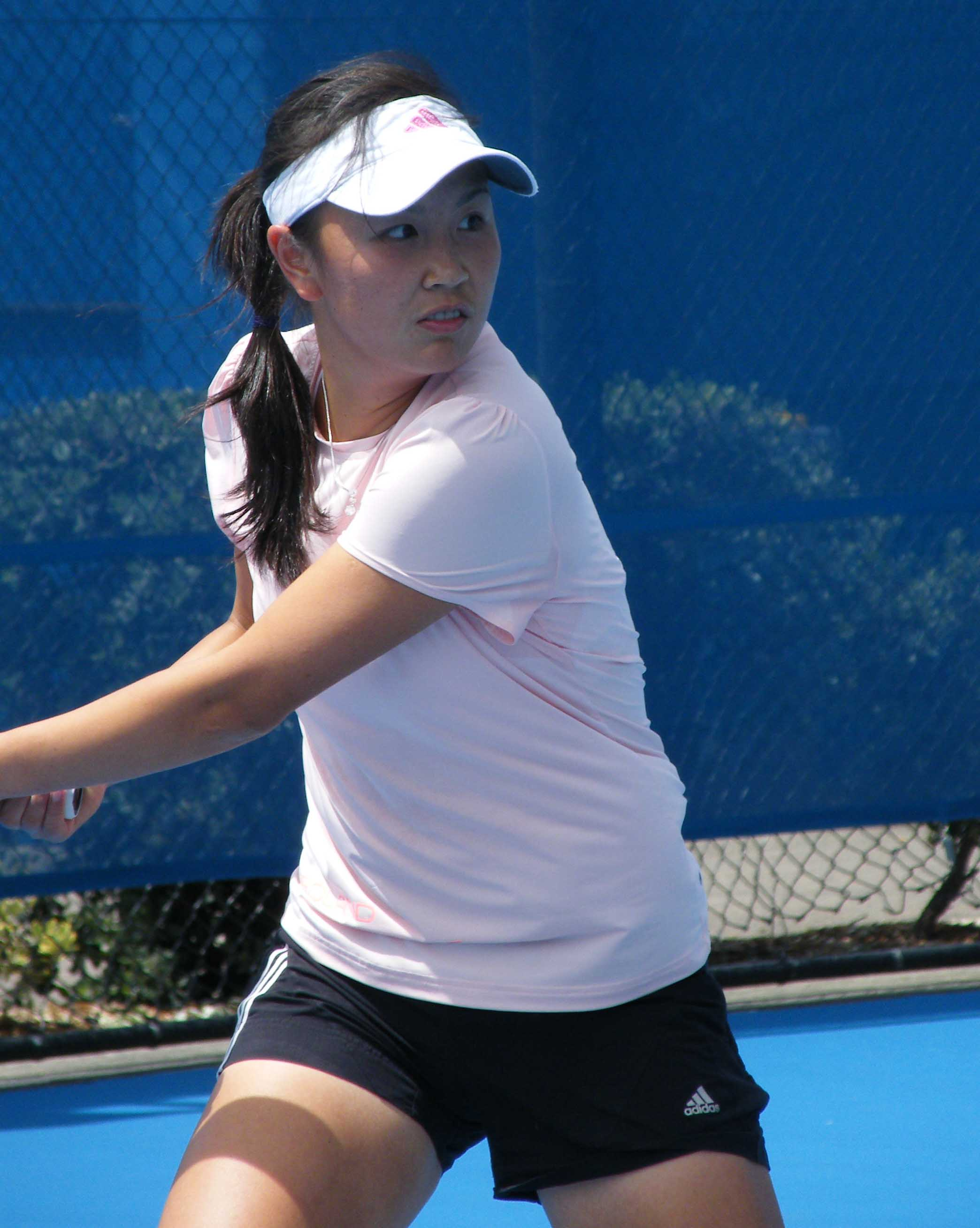
Trénink na International Sydney 2009

Sezónu rozehrála na premiérovém ročníku Shenzhen Open, kde vypadla v semifinále s krajankou a vítězkou turnaje Li Na. Následoval přesun do Austrálie na ostrovní turnaj Moorilla Hobart International do Austrálie. V úvodním kole zdolala nasazenou jedničku Sie Šu-wej z Tchaj-wanu. Ve druhém kole podlehla Rumunce Monice Niculescuové. Po přejezdu na kontinent se zúčastnila Australian Open, kde si na úvod snadno poradila s Kanaďankou Rebeccou Marinovou. Kolísavá forma se však odrazila prohrou v dalším střetnutí s Marií Kirilenkovou, která znamenala třetí grandslamovou porážku od ruské tenistky v řadě.
Po několikatýdenní pauze odehrála kalifornský Indian Wells Masters, kde ji ve třetí fázi zastavila Samantha Stosurová. Na navazujícím Miami Masters zdolala Sofii Arvidssonovou, aby turnaj opustila po porážce od favorizované Petry Kvitové.

#### Evropská antuková sezóna
Antukovou sezónu zahájila kvalifikací na halový Porsche Tennis Grand Prix ve Stuttgartu. Jako nejvýše nasazená vyřadila Američanku Jill Craybasovou. ve druhém kole však nestačila na hráčku mimo elitní dvoustovku žebříčku Annu-Lenu Friedsamovou. Poté odcestovala na portugalský Portugal Open, kde ji v prvním kole zkřížila cestu turnajová jednička Marion Bartoliová. Jako by znala recept na favorizovanou Francouzku, dokázala po nervózním průběhu získat celý zápas divokým poměrem sad 6–0, 1–6, 6–4 a podruhé v řadě soupeřku porazit. Ve druhém kole však hladce podlehla Švýcarce Romině Oprandiové. Na žebříčku jí patřila 34. pozice.
Madridský Mutua Open opustila po prvním duelu s americkou kvalifikantkou Christinou McHaleovou. Lepší výsledek zaznamenala na římské antuce Internazionali BNL d'Italia, kde po třísetové výhře nad Niculescuovou, byla nad její síly Australanka Stosurová. Se stabilní partnerkou Sieovou vyhrály římskou soutěž čtyřhry, když si ve finále poradily s nejlepším párem světa Sara Erraniová a Roberta Vinciová. Arvidssonovou opět přehrála v roli osmé nasazené na Brussels Open. Ve druhé fázi ji nezastavila Běloruska Olga Govorcovová, kterou zdolala po vyrovnaném průběhu. Po čtvrtfinálovém vítězství nad Sloane Stephensovou, se probojovala do jednoho ze dvou semifinále roku. V něm oplatila čerstvou porážku Oprandiové. V boji o titul však podlehla estonské hráčce Kaie Kanepiové. Po vítězství nad Italkou Camilou Giorgiovou v úvodní fázi Roland Garros, ji ve druhém kole zastavila sedmá nasazená Petra Kvitová.

#### Wimbledonský titul v ženské čtyřhře
Do Wimbledonu přijížděla v pozici dvacáté čtvrté nasazené. Po zvládnutém zápasu s Anabel Medinaovou Garriguesovou, grandslam opustila prohrou ve druhé fázi s Novozélanďankou Marinou Erakovicovou.
Na premiérový titul kariéry z turnajů Grand Slam dosáhla v soutěži ženské čtyřhry. Spolu s Tchajwankou Sie Šu-wej plnily roli osmých nasazených. Na cestě za vítězstvím ztratily jediný set ve druhém kole proti kvalifikantkám Stéphanii Foretzové Gaconové a Evě Hrdinové. Ve čtvrtfinále přehrály zkušený srbsko-chorvatský pár Jelena Jankovićová a Mirjana Lučićová Baroniová. Mezi poslední čtyřkou zvládly zápas proti překvapení turnaje, dvojici Šúko Aojamová a Chanelle Scheepersová. V boji o titul pak triumfovaly nad australským dvanáctým nasazeným párem Ashleigh Bartyová a Casey Dellacquová. Australanky v sezóně 2013 prohrály tři ze čtyř grandslamových finále.

#### Letní a podzimní sezóna

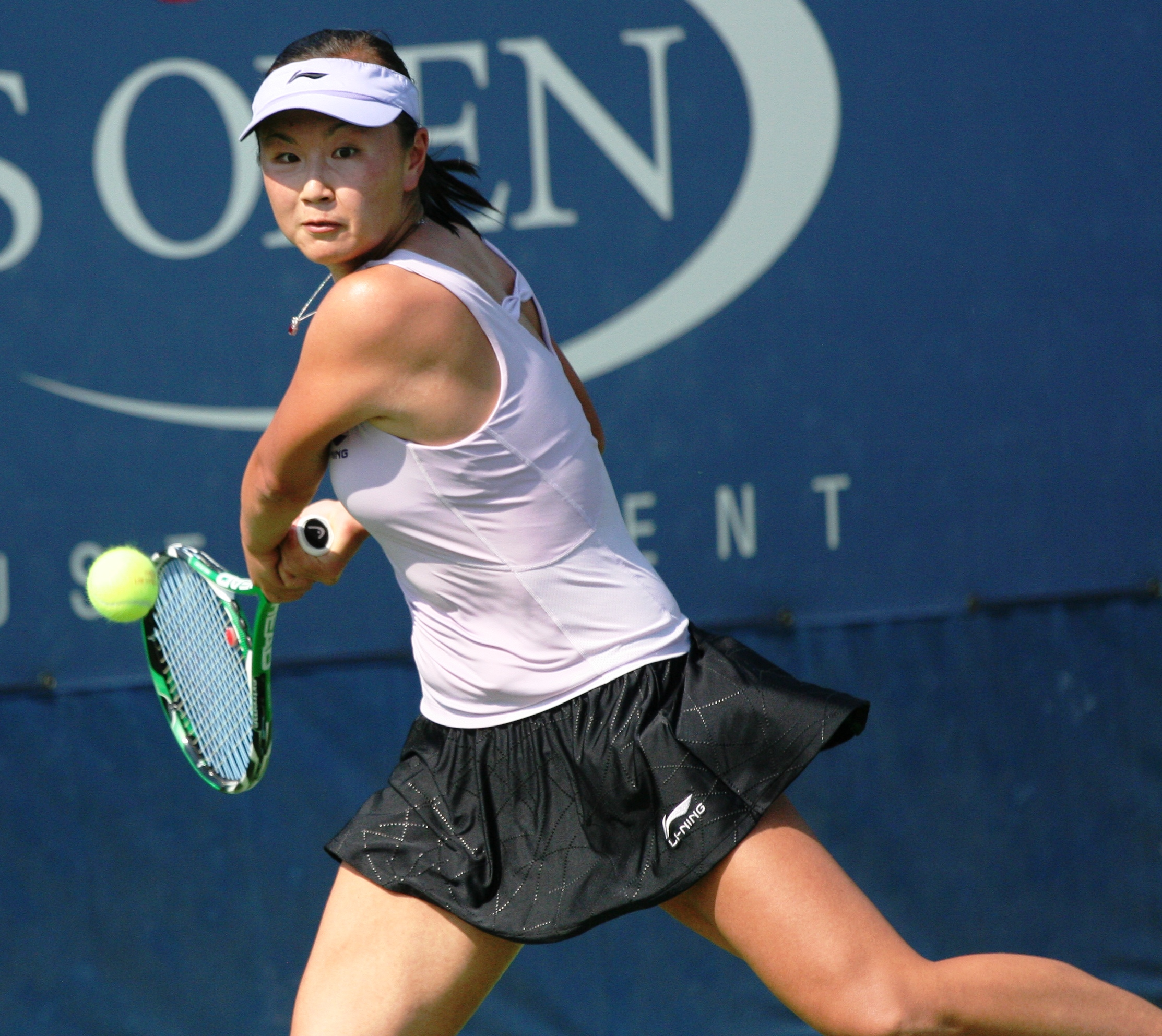
Na US Open 2010

Následně se na dvorcích objevila až v polovině srpna, když odehrála turnaj řazený do US Open Series – Cincinnati Masters, kde skončila v prvním kole s dánskou světovou desítkou Caroline Wozniackou. Deblovou soutěž se Sieovou však zvládly a po finálové výhře nad párem Anna-Lena Grönefeldová a Květa Peschkeová slavily titul. O týden později ji Dánka porazila opět na úvod New Haven Open at Yale. Na zářijovém US Open ji ve druhém kole vyřadila dvacátá sedmá nasazená Ruska Světlana Kuzněcovová ve třech setech.
V asijské části sezóny došla do druhé fáze kantonské události Guangzhou International Women's Open, když po výhře nad Izraelkou Šachar Pe'erovou byla nad její síly britská kvalifikantka z poloviny druhé stovky Johanna Kontaová. Ve čtyřhře turnaj po boku Sie Šu-wej vyhrála. Na tokijském Toray Pan Pacific Open skončila ve druhém kole s Američankou Madison Keysovou a na pekingském turnaji China Open ji stopku v úvodním zápasu vystavila krajanka ze 66. místa Čang Šuaj.
Poslední událostí roku ve dvouhře se pro ni stal BGL Luxembourg Open, kde nepřešla první kolo po porážce od páté nasazené Lucie Šafářové. Se Sieovou se kvalifikovaly jako druhý nasazený pár na závěrečnou individuální akci sezóny – istanbulský Turnaj mistryň ve čtyřhře, na němž zvítězily po finálové výhře nad Ruskami Jekatěrinou Makarovovou a Jelenou Vesninovou.

### 2014

#### První čínská světová jednička
Podruhé v kariéře otevřela sezónu na Shenzhen Open, kde vylepšila svůj výkon. Po výhře nad Vaniou Kingovou ji v boji o titul zdolala Číňanka Li Na. Následoval pokles formy. Jak na Moorilla Hobart International, tak na Australian Open, nepřešla úvodní kolo. V prvním případu ji přehrála Australanka z třetí světové stovky Storm Sandersová, startující na divokou kartu, a na grandslamu pak Japonka Kurumi Narová.

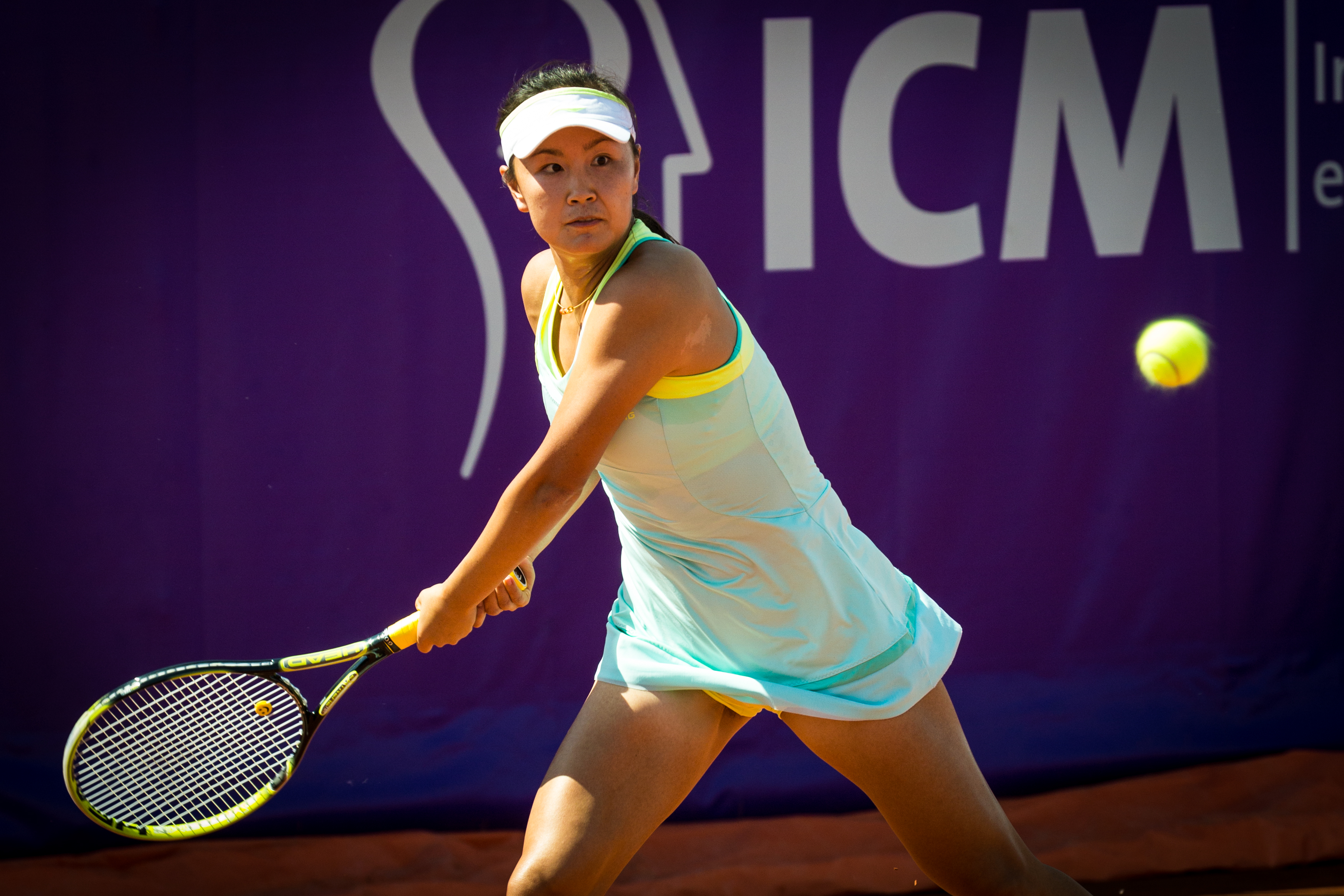
Během dvouhry na Internationaux de Strasbourg, kde došla do druhého kola

Poté přišla série dvou deblových titulů. Po boku krajanky Šuaj Čangové slavila triumf na PTT Pattaya Open po finálové výhře nad rusko-australskými turnajovými trojkami Kudrjavcevovou s Rodionovovou. Ve dvouhře ji ve čtvrtfinále vyřadila Češka Andrea Hlaváčková. Další týden zvítězila se stabilní spoluhráčkou Sie Šu-wej na Qatar Total Open, když zdolaly česko-slovinský pár Květa Peschkeová a Katarina Srebotniková. V následné pondělní klasifikaci ze 17. února 2014 se stala novou světovou jedničkou ve čtyřhře, jako vůbec první čínský hráč na čele světové klasifikace v historii tenisu a celkově 31. v pořadí. Ve vedení tak vystřídala italské tenistky Erraniovou s Vinciovou, které dominovaly ženské čtyřhře déle než jednu sezónu. V katarské singlové soutěži si poradila s Naděždou Petrovovou, aby byla ve druhém kole nad její síly Lucie Šafářová.
Deblovou formu potvrdila na březnovém Indian Wells Masters, kde se Sieovou zvládly finále nad párem Cara Blacková a Sania Mirzaová.
Na červnovém grandslamu French Open dosáhly na druhý titul v této kategorii, když ve finále přehrály Italky Saru Erraniovou a Robertu Vinciovou po dvousetovém průběhu. Staly se tak historicky první asijskou dvojicí, jež zvítězila na Roland Garros. Na cestě za trofejí přehrály zkušené páry. Na úvod Kuzněcovou se Stosurovou, ve třetím kole bývalé americké světové jedničky Huberovou s Raymondovou, a konečně ve čtvrtfinále páté nasazené Blackovou hrající po boku Mirzaové. V semifinále potvrdily roli favoritek, když zdolaly španělské překvapení turnaje v podobě dvojice Garbiñe Muguruzaová a Carla Suárezová Navarrová. Italky Erraniová a Vinciová vstoupily do finále lépe, když se ujaly vedení 3–1 na gamy. Erraniová si však následně prohrála třikrát podání. V druhé sadě šly do vedení italské vítězky z Roland Garros 2012 poměrem her 1–0. Poté však ztratily všech šest dalších gamů a dominantní hra Asiatek znamenala vyhraný duel.

## Finále na Grand Slamu

### Ženská čtyřhra: 3 (2–1)
| Stav       | rok  | turnaj          | povrch | spoluhráčka       | soupeřky ve finále                      | výsledek           |
| ---------- | ---- | --------------- | ------ | ----------------- | --------------------------------------- | ------------------ |
| Vítězka    | 2013 | Wimbledon       | tráva  | Sie Šu-wej        | Ashleigh Bartyová Casey Dellacquová     | 7–6(7–1), 6–1      |
| Vítězka    | 2014 | French Open     | antuka | Sie Šu-wej        | Sara Erraniová Roberta Vinciová         | 6–4, 6–1           |
| Finalistka | 2017 | Australian Open | tvrdý  | Andrea Hlaváčková | Bethanie Mattek-Sandsová Lucie Šafářová | 7–6(7–4), 3–6, 3–6 |

## Finále na okruhu WTA Tour

### WTA Tour
| Legenda                               |
| ------------------------------------- |
| D – dvouhra; Č – čtyřhra              |
| Grand Slam (2–1 Č)                    |
| Turnaj mistryň (1–1 Č)                |
| Premier Mandatory & Premier 5 (8–3 Č) |
| Premier (0–2 D; 1–0 Č)                |
| International (1–5 D; 9–1 Č)          |

#### Dvouhra: 8 (1–7)
| Stav       | č. | datum           | turnaj                          | povrch | soupeřka ve finále | výsledek           |
| ---------- | -- | --------------- | ------------------------------- | ------ | ------------------ | ------------------ |
| Finalistka | 1. | 27. května 2006 | Štrasburk, Francie              | antuka | Nicole Vaidišová   | 6–7(7–9), 3–6      |
| Finalistka | 2. | 23. srpna 2008  | Forest Hills, Spojené státy     | tvrdý  | Lucie Šafářová     | 4–6, 2–6           |
| Finalistka | 3. | 21. září 2008   | Kanton, Čínská lidová republika | tvrdý  | Věra Zvonarevová   | 7–6(7–5), 0–6, 2–6 |
| Finalistka | 4. | 21. května 2011 | Brusel, Belgie                  | antuka | Caroline Wozniacká | 6–2, 3–6, 3–6      |
| Finalistka | 5. | 25. května 2013 | Brusel, Belgie                  | antuka | Kaia Kanepiová     | 2–6, 5–7           |
| Finalistka | 6. | 4. ledna 2014   | Šen-čen, Čína                   | tvrdý  | Li Na              | 4–6, 5–7           |
| Vítězka    | 1. | 16. října 2016  | Tchien-ťin, Čína                | tvrdý  | Alison Riskeová    | 7–6(7-3), 6–2      |
| Finalistka | 7. | 5. února 2017   | Tchaj-pej, Tchaj-wan            | tvrdý  | Elina Svitolinová  | 3–6, 2–6           |

#### Čtyřhra: 27 (21–6)
| Stav       | č.  | datum            | turnaj                                | povrch        | spoluhráčka         | soupeřky ve finále                         | výsledek                   |
| ---------- | --- | ---------------- | ------------------------------------- | ------------- | ------------------- | ------------------------------------------ | -------------------------- |
| Finalistka | 1.  | 15. dubna 2007   | Charleston, Spojené státy             | zelená antuka | Sun Tchien-tchien   | Jen C’ Čeng Ťie                            | 5–7, 0–6                   |
| Vítězka    | 1.  | 29. září 2007    | Kanton, Čína                          | tvrdý         | Jen C’              | Vania Kingová Sun Tchien-tchien            | 6–3, 6–4                   |
| Vítězka    | 2.  | 9. března 2008   | Bengalúru, Indie                      | tvrdý         | Sun Tchien-tchien   | Čan Jung-žan Čuang Ťia-žung                | 6–4, 5–7, [10–8]           |
| Vítězka    | 3.  | 14. září 2008    | Bali, Indonésie                       | tvrdý         | Sie Šu-wej          | Marta Domachowská Naděžda Petrovová        | 6–7(4–7), 7–6(6–3), [10–7] |
| Vítězka    | 4.  | 16. ledna 2009   | Sydney, Austrálie                     | tvrdý         | Sie Šu-wej          | Nathalie Dechyová Casey Dellacquová        | 6–0, 6–1                   |
| Vítězka    | 5.  | 9. května 2009   | Řím, Itálie                           | antuka        | Sie Šu-wej          | Daniela Hantuchová Ai Sugijamová           | 7–5, 7–6(7–5)              |
| Vítězka    | 6.  | 10. října 2009   | Peking, Čína                          | tvrdý         | Sie Šu-wej          | Alla Kudrjavcevová Jekatěrina Makarovová   | 6–3, 6–1                   |
| Finalistka | 2.  | 11. dubna 2010   | Ponte Vedra Beach, Spojené státy      | zelená antuka | Čuang Ťia-žung      | Bethanie Mattek-Sandsová Jen C’            | 6–4, 4–6, [8–10]           |
| Finalistka | 3.  | 2. října 2010    | Tokio, Japonsko                       | tvrdý (h)     | Šachar Pe'erová     | Iveta Benešová B. Záhlavová-Strýcová       | 4–6, 6–4, [8–10]           |
| Vítězka    | 7.  | 15. května 2011  | Řím, Itálie                           | antuka        | Čeng Ťie            | Vania Kingová Jaroslava Švedovová          | 6–2, 6–3                   |
| Vítězka    | 8.  | 19. května 2013  | Řím, Itálie                           | antuka        | Sie Šu-wej          | Sara Erraniová Roberta Vinciová            | 4–6, 6–3, [10–8]           |
| Vítězka    | 9.  | 6. července 2013 | Wimbledon, Londýn, Spojené království | tráva         | Sie Šu-wej          | Ashleigh Bartyová Casey Dellacquová        | 7–6(7–1), 6–1              |
| Vítězka    | 10. | 18. srpna 2013   | Cincinnati, Spojené státy             | tvrdý         | Sie Šu-wej          | Anna-Lena Grönefeldová Květa Peschkeová    | 2–6, 6–3, [12–10]          |
| Vítězka    | 11. | 21. září 2013    | Kanton, Čína                          | tvrdý         | Sie Šu-wej          | Vania Kingová Galina Voskobojevová         | 6–3, 4–6, [12–10]          |
| Vítězka    | 12. | 27. října 2013   | Istanbul, Turecko                     | tvrdý (h)     | Sie Šu-wej          | Jekatěrina Makarovová Jelena Vesninová     | 6–4, 7–5                   |
| Vítězka    | 13. | 2. února 2014    | Pattaya, Thajsko                      | tvrdý         | Čang Šuaj           | Alla Kudrjavcevová Anastasia Rodionovová   | 3–6, 7–6(7–5), [10–6]      |
| Vítězka    | 14. | 16. února 2014   | Dauhá, Katar                          | tvrdý         | Sie Šu-wej          | Květa Peschkeová Katarina Srebotniková     | 6–4，6–0                   |
| Vítězka    | 15. | 16. března 2014  | Indian Wells, Spojené státy           | tvrdý         | Sie Šu-wej          | Cara Blacková Sania Mirzaová               | 7–6(7–5), 6–2              |
| Vítězka    | 16. | 8. června 2014   | French Open, Paříž, Francie           | antuka        | Sie Šu-wej          | Sara Erraniová Roberta Vinciová            | 6–4, 6–1                   |
| Vítězka    | 17. | 4. října 2014    | Peking, Čína                          | tvrdý         | Andrea Hlaváčková   | Cara Blacková Sania Mirzaová               | 6–4, 6–4                   |
| Finalistka | 4.  | 26. října 2014   | Singapur, Singapur                    | tvrdý (h)     | Sie Šu-wej          | Cara Blacková Sania Mirzaová               | 1–6, 0–6                   |
| Vítězka    | 18. | 12. června 2016  | Nottingham, Spojené království        | tráva         | Andrea Hlaváčková   | Gabriela Dabrowská Jang Čao-süan           | 7–5, 3–6, [10–7]           |
| Vítězka    | 19. | 24. září 2016    | Kanton, Čína                          | tvrdý         | Asia Muhammadová    | Olga Govorcovová Věra Lapková              | 6–2, 7–6(6–3)              |
| Vítězka    | 20. | 16. října 2016   | Tchien-ťin, Čína                      | tvrdý         | Christina McHaleová | Sü I-fan Magda Linetteová                  | 7–6(10–8), 6–0             |
| Vítězka    | 21. | 7. ledna 2017    | Šen-čen, Čína                         | tvrdý         | Andrea Hlaváčková   | Ioana Raluca Olaruová Olga Savčuková       | 6–1, 7–5                   |
| Finalistka | 5.  | 27. ledna 2017   | Australian Open, Melbourne, Austrálie | tvrdý         | Andrea Hlaváčková   | Bethanie Matteková-Sandsová Lucie Šafářová | 7–6(7–4), 3–6, 3–6         |
| Finalistka | 6.  | 26. února 2017   | Dubaj, Spojené arabské emiráty        | tvrdý         | Andrea Hlaváčková   | Jekatěrina Makarovová Jelena Vesninová     | 6–2, 4–6, [10–7]           |

## Finále série WTA 125
| Legenda                  |
| ------------------------ |
| D – dvouhra; Č – čtyřhra |
| WTA 125 (1–1 D)          |

### Dvouhra: 2 (1–1)
| Stav       | č. | datum             | turnaj           | povrch | soupeřka ve finále | výsledek                |
| ---------- | -- | ----------------- | ---------------- | ------ | ------------------ | ----------------------- |
| Vítězka    | 1. | 27. července 2014 | Nan-čchang, Čína | tvrdý  | Liou Fang-čou      | 6–2, 3–6, 6–3           |
| Finalistka | 1. | 23. dubna 2017    | Čeng-čou, Čína   | tvrdý  | Wang Čchiang       | 6–3, 6–7(3–7), 1–1skreč |

## Postavení na konečném žebříčku WTA

### Dvouhra
| Rok    | 2001 | 2002   | 2003   | 2004  | 2005  | 2006  | 2007  | 2008  | 2009  | 2010  | 2011  | 2012  | 2013  | 2014  | 2015   | 2016   | 2017  | 2018   | 2019  | 2020   | 2021   |
| Pořadí | 520. | ▲ 359. | ▲ 326. | ▲ 73. | ▲ 37. | ▼ 56. | ▲ 46. | ▲ 40. | ▼ 47. | ▼ 72. | ▲ 17. | ▼ 40. | ▼ 45. | ▲ 22. | ▼ 136. | ▲ 103. | ▲ 27. | ▼ 298. | ▲ 75. | ▼ 117. | ▼ 306. |

### Čtyřhra
| Rok    | 2001 | 2002 | 2003 | 2004  | 2005  | 2006   | 2007  | 2008  | 2009  | 2010  | 2011  | 2012  | 2013 | 2014 | 2015   | 2016  | 2017 | 2018  | 2019  | 2020  | 2021   |
| Pořadí | 655. | —    | —    | ▲ 85. | ▲ 61. | ▼ 105. | ▲ 20. | ▼ 27. | ▲ 12. | ▼ 39. | ▲ 25. | ▼ 56. | ▲ 4. | ▲ 3. | ▼ 872. | ▲ 44. | ▲ 9. | ▼ 63. | ▲ 49. | ▼ 58. | ▼ 192. |